# 武腰敏昭
武腰 敏昭（たけごし としあき、1940年2月1日 - 2021年7月28日）は、日本の陶芸家。位階は従四位。
日本藝術院会員、金沢学院大学名誉教授。
石川県出身。金沢美術工芸大学卒。泰山窯3代。1957年、日展初入選。1963年、日本現代工芸展初入選。1996年、日展評議員、北國文化賞受賞。1997年、「春来るらし」で日工会展内閣総理大臣賞。2001年、「静寂(しじま)」で日展内閣総理大臣賞。2005年、金沢学院大学教授、美術文化学部長。2010年、「湖畔・彩釉花器」で日本芸術院賞、芸術院会員。2011年、日展常務理事。
2021年7月28日、大腸癌のため81歳で死去｡叙従四位、旭日中綬章追贈。

## 参考
- 武腰敏昭 - デジタル版日本人名大事典
- [リンク切れ]
- 金沢学院大学:[リンク切れ]